# 多米切拉
多米切拉（義大利語：Domicella），是意大利阿韦利诺省的一个市镇。总面积6.5平方公里，人口1843人，人口密度283.5人/平方公里（2009年）。ISTAT代码为064031。